# Anoplophora birmanica
Anoplophora birmanica là một loài bọ cánh cứng trong họ Cerambycidae.